# Мавзолей Ботагай
Мавзолей Ботагай (Битигай, Татагай), каз. Ботағай кесенесі — архітектурна пам'ятка XI-XII століть у Казахстані. Розташований на лівому березі річки Нура, Кургалжинський район, за два кілометри на схід від села Коргалжин Акмолинської області, на території однойменного селища. Середньовічний портально-купольний мавзолей.
У середині XIX столітті мавзолей був у відносно доброму стані, нині він напівзруйнований. Судячи з креслень і нарисів мандрівників, мавзолей Ботагай є одним із видатних шедеврів архітектурно-будівельного мистецтва Казахстану.

## Розташування
Мавзолей Ботагай розташований за 120 км на захід від м.Астана, за 2 км на схід від села Коргалжин, на території однойменного селища.

## Роки побудови і автори
Мавзолей Ботагай датується XI—XII століттям. Автор невідомий.

## Тип пам'ятки
Мавзолей Ботагай є пам'яткою архітектури.

## Опис пам'ятника
Мавзолей Ботагай — середньовічний портально-купольний мавзолей. Це єдиний в Казахстані середньовічний мавзолей, який був побудований у XIX ст. (1831—1856 рр.). У 1862 році середньовічний портально-купольний мавзолей Ботагай був зарисований Ш. Валіхановим. Судячи з креслень та описів мандрівників, мавзолей Ботагай є одним з видатних шедеврів архітектурно-будівельного мистецтва Казахстану. У середині XIX ст. мавзолей був у відносно доброму стані, нині він напівзруйнований.
За описами Івана Шангіна, мавзолей Ботагай вже в 1816 році мав руйнування та являв собою «залишки стародавнього храму вельми порядної архітектури», «всередині крейда стовпи та стіни оштукатурені». Біля нього «стояв інший подібний йому, а з руїн, кілька далі знаходяться, деякі мали до 300 сажнів у довжину». Ці свідчення говорять про те, що Ботагай був одним зі значних меморіально-культових споруд, що входили у великий середньовічний некрополь, розташований на лівому березі річки Нура, помилково прийнятий мандрівниками та дослідниками XVIII — XIX століть за залишки середньовічного міста. За збереженими кресленнями, літературними джерелами та матеріалами досліджень, мавзолей реконструйований в прямокутному плані (11,4х8,9 м) трикамерною портально-купольною спорудою заввишки 10,6 м, зведений з червоної цегли розмірами 26 х 26 х 4,5 см на алебастровому розчині. Головний фасад мавзолею був орієнтований на південний захід.
До розкопок пам'ятка являла собою овальної форми пагорб діаметром близько 30 м, заввишки 1,5-2 м. На його вершині був металевий тріангуляційний пункт. Розкопки розкрили цегляний майданчик розміром 21×17,4 м і дали нечисленні, але унікальні для регіону різьблені теракотові сталактити з геометричним і рослинним орнаментом. Матеріали розкопок зберігаються в інституті «Казпроектреставрація»

## Історична довідка
Вперше згадується в роботах Петра Ричкова в середині XVIII століття. У 1762 році в Петербурзі видається книга «Твір колезького радника імператорської академії наук Петра Ричкова». У ній також наводяться деякі відомості про Ботигай. Починаючи з XIX століття неодноразово обстежувався різними дослідниками, що вивчали степові райони Казахстану, у тому числі експедицією Георгія Генса в 1815 році. Перший короткий опис мавзолею (у російських джерелах того часу називається храмом) з замальовкою головного фасаду, планом розрізом було зроблено експедицією Івана Шангіна (гірничий інженер, керівник військово-топографічної експедиції в Киргизькій степу) в 1816 році. Як і всі дослідники, Іван Шангін вважав мавзолей Ботагай залишками стародавнього міста Татігая (Битигая).
Відомості про мавзолей є також в роботах Георгія Спаського (1818–1824), Олексія Шахматова (1831), Олексія Левшина (1832), Йосипа Кастанье (1910), Леоніда Семенова (1930). Могила Ботагай згадується в дослідженнях Ч.Валіханова (1855). У 1949 році мавзолей був обстежений Центрально-казахстанської археологічною експедицією академії наук Казахської РСР під керівництвом А.Маргулана, який локалізував місто Татігай (Тотогай, Ботагай) на місці одного з великих пагорбів лівого берега річки Нура, ототожнити його з містом Ахсікета, позначеним на Каталонській мапі (1375) в пониззі річки Нура.
У 1974 році на території мавзолею велися розкопки Центрально-казахстанською археологічною експедицією АН КазССР (Маргулан А. Х.). Під час розкопок був виявлений майданчик розміром 21×17,4 м, який викладений червоною цеглою. Крім того, розкопки дали нечисленні, але унікальні для цього району елементи декору пам'ятника — різьблені теракотові сталактити з геометричним і рослинним орнаментом. Матеріали розкопок зберігаються в інституті «Казпроектреставрація». Повторна археологічна експедиція була організована в 2000 році Євразійським національним університетом ім. Л. Гумільова.
У 2006 році пам'ятка обстежена відділом Зводу науково-дослідною і проектною філією Республіканського державного підприємства «Казреставрація» під керівництвом Гульнари Камалова.

## Збереження пам'ятки
У планах заходів Державної програми «Культурна спадщина» планується детальне вивчення, дослідження археологічної пам'ятки Ботагай, повне відновлення мавзолею. Це дозволить надалі використовувати об'єкт, поряд з іншими архітектурними та археологічними пам'ятками, як об'єкту туризму.